# Três Lagoas
Três Lagoas är en stad i kommunen Três Lagoas i västra Brasilien och ligger i delstaten Mato Grosso do Sul. Folkmängden uppgår till cirka 100 000 invånare. Staden är belägen där Sucuriúfloden mynnar ut i den större Paranáfloden, vid gränsen mot delstaten São Paulo. Omgivningarna runt Três Lagoas är huvudsakligen savann. Namnet betyder ”tre sjöar” och syftar på de tre sjöarna Lagoa Maior, Primeria Lagoa och Segunda Lagoa.
Ilha Comprida är en obebodd ö i Paranáfloden.